# Thurnreuth
Thurnreuth ist ein Gemeindeteil des Marktes Wegscheid im niederbayerischen Landkreis Passau. Er liegt 6 Kilometer westlich von Wegscheid.

## Geschichte
Das Dorf im ehemaligen Hochstift Passau fiel bei der Säkularisation 1803 mit dem größten Teil des hochstiftischen Gebietes an Erzherzog Ferdinand von Toskana und kam erst 1805 an Bayern. Im Zuge der Verwaltungsreformen in Bayern entstand mit dem Gemeindeedikt von 1818 die Gemeinde Thurnreuth mit den Orten Hochwinkl, Hochwurz, Kohlstadt, Kohlwies und Thurnreuthermühle (abgebrochen). Am 1. Januar 1972 wurden die bis dahin selbständigen Gemeinden Kasberg, Meßnerschlag und Möslberg nach Wegscheid eingegliedert. Am 1. Juli 1972 kamen Eidenberg , Thalberg und Thurnreuth hinzu. Wildenranna folgte am 1. Mai 1978.